# Slavsko Polje
Slavsko Polje falu Horvátországban, Sziszek-Monoszló megyében. Közigazgatásilag Gvozd községhez tartozik.

## Fekvése
Sziszektől légvonalban 45, közúton 60 km-re délnyugatra, Károlyvárostól légvonalban 24, közúton 41 km-re délkeletre, községközpontjától 5 km-re nyugatra, az úgynevezett Báni végvidéken, a Petrova gora hegység északi lábánál fekszik. Tőle északra emelkedik az Utinjai és a Jurina-hegy. Nyugatról Malešević Selo és Ivoševići, míg keletről Cervarska Strana, Vignjevići és Brnjavac települések határolják.

## Története
A falu már a középkorban lakott település volt, ennek bizonysága középkori templomának maradványa, mely az egyetlen régészeti lelőhely a településen. A 17. század vége felé a katonai határőrvidék része lett. A 18. század közepén megalakult a Glina központú első báni ezred, melynek fennhatósága alá ez a vidék is tartozott. 1881-ben megszűnt a katonai közigazgatás. A településnek 1857-ben 1010, 1910-ben 1402 lakosa volt. Fejlődésében sokat jelentett a Vrginmost-Károlyváros vasútvonal 1905-ös megépülése. 1918-ban az új szerb-horvát-szlovén állam, majd később Jugoszlávia része lett.
A második világháború idején szerb többségű lakossága nagyrészt elmenekült, de sokakat meggyilkoltak, elhurcoltak, mások pedig partizánnak álltak. A glinai mészárlás során 1941. augusztus 2-án mintegy ezer, a vrginmosti község területéről elhurcolt szerbet gyilkoltak le. A helyi partizánosztag augusztus 14-én alakult meg 17 taggal a falu déli részén a Petrova gora hegységben, de már az év végéig  40 főre gyarapodott. 1942 szeptemberében ellenséges erők teljesen lerombolták a települést. A partizánok a bihácsi hadművelet során még 1942-ben visszafoglalták. A háború során 235-en estek a fasiszta megtorlás áldozatául, a falu teljes embervesztesége pedig 336 fő volt. A háború után megindult az újjáépítés. A délszláv háború idején szerb lakossága a jugoszláv és szerb erőket támogatta. A horvát hadsereg a Vihar hadművelet keretében 1995. augusztus 7-én foglalta vissza települést, melyet teljesen leromboltak. A szerb lakosság elmenekült, de később sokan visszatértek. 2011-ben 338 lakosa volt, akik főként mezőgazdasággal és állattartással foglalkoztak.

## Népesség
| Lakosság változása | Lakosság változása | Lakosság változása | Lakosság változása | Lakosság változása | Lakosság változása | Lakosság változása | Lakosság változása | Lakosság változása | Lakosság változása | Lakosság változása | Lakosság változása | Lakosság változása | Lakosság változása | Lakosság változása | Lakosság változása |
| ------------------ | ------------------ | ------------------ | ------------------ | ------------------ | ------------------ | ------------------ | ------------------ | ------------------ | ------------------ | ------------------ | ------------------ | ------------------ | ------------------ | ------------------ | ------------------ |
| 1857               | 1869               | 1880               | 1890               | 1900               | 1910               | 1921               | 1931               | 1948               | 1953               | 1961               | 1971               | 1981               | 1991               | 2001               | 2011               |
| 1.010              | 1.161              | 1.040              | 1.229              | 1.296              | 1.402              | 1.426              | 1.747              | 1.173              | 1.245              | 1.247              | 1.115              | 985                | 752                | 375                | 338                |

## Nevezetességei
- A falu középkori templomának helye régészeti lelőhely. A lelőhely Pajići településrészen található. A terület egyik részén egy 5 méteres belső átmérőjű és 1,5 m falvastagságú nyolcszögletű épület maradványait tárták fel, az épületen belüli csontvázas temetkezésekkel. A nyolcszögletű épület közvetlen közelében olyan alapokat fedeztek fel, amelyek egy szakrális épület maradványaira utalnak, amely mellett síremlékek találhatók. Az eddigi régészeti feltárások és a leletek azt mutatják, hogy a maradványok a falu középkori templomához tartoztak.[4]
- A Szentlélek eljövetele szerb pravoszláv templom a II. világháborúban semmisült meg.